# Wilier Triestina-Selle Italia/Saison 2018
Diese Liste beschreibt die Mannschaft und die Erfolge des Radsportteams Wilier Triestina-Selle Italia in der Saison 2019.

## Erfolge in der UCI Africa Tour
| Datum      | Rennen                              | Kat. | Sieger         |
| ---------- | ----------------------------------- | ---- | -------------- |
| 21. Januar | 7. Etappe La Tropicale Amissa Bongo | 2.1  | Luca Pacioni   |
| 6. April   | 1. Etappe Tour du Maroc             | 2.2  | Jakub Mareczko |
| 8. April   | 3. Etappe Tour du Maroc             | 2.2  | Jakub Mareczko |
| 10. April  | 5. Etappe Tour du Maroc             | 2.2  | Jakub Mareczko |
| 12. April  | 7. Etappe Tour du Maroc             | 2.2  | Jakub Mareczko |
| 13. April  | 8. Etappe Tour du Maroc             | 2.2  | Marco Coledan  |
| 14. April  | 9. Etappe Tour du Maroc             | 2.2  | Jakub Mareczko |
| 15. April  | 10. Etappe Tour du Maroc            | 2.2  | Jakub Mareczko |

## Erfolge in der UCI Asia Tour
| Datum         | Rennen                       | Kat. | Sieger         |
| ------------- | ---------------------------- | ---- | -------------- |
| 25. Januar    | 2. Etappe Sharjah Tour       | 2.1  | Jakub Mareczko |
| 27. Januar    | 4. Etappe Sharjah Tour       | 2.1  | Jakub Mareczko |
| 15. März      | 5. Etappe Tour de Taiwan     | 2.1  | Luca Pacioni   |
| 23. März      | 6. Etappe Tour de Langkawi   | 2.HC | Luca Pacioni   |
| 11. September | 4. Etappe Tour of China I    | 2.1  | Jacopo Mosca   |
| 23. September | 5. Etappe Tour of China II   | 2.1  | Jakub Mareczko |
| 10. Oktober   | 3. Etappe Tour of Taihu Lake | 2.1  | Jakub Mareczko |
| 12. Oktober   | 5. Etappe Tour of Taihu Lake | 2.1  | Jakub Mareczko |
| 14. Oktober   | 7. Etappe Tour of Taihu Lake | 2.1  | Jakub Mareczko |
| 23. Oktober   | 1. Etappe Tour of Hainan     | 2.HC | Jakub Mareczko |

## Nationale Straßen-Radsportmeister
| Datum   | Rennen                                      | Sieger       |
| ------- | ------------------------------------------- | ------------ |
| 7. Juli | Albanische Meisterschaft – Einzelzeitfahren | Eugert Zhupa |

## Mannschaft
| Teamkader 2018                            | Teamkader 2018     | Teamkader 2018 | Teamkader 2018                         |
| Name                                      | Geburtsdatum       | Land           | Vorheriges Team                        |
| ----------------------------------------- | ------------------ | -------------- | -------------------------------------- |
| Liam Bertazzo                             | 17. Februar 1992   | Italien        | MG Kvis-Wilier (2014)                  |
| Simone Bevilacqua                         | 22. Februar 1997   | Italien        | Zalf Euromobil Désirée Fior (2017)     |
| Matteo Busato                             | 20. Dezember 1987  | Italien        | MG Kvis-Wilier (2014)                  |
| Marco Coledan                             | 22. August 1988    | Italien        | Trek-Segafredo (2017)                  |
| Miguel Flórez López                       | 21. Februar 1996   | Kolumbien      | Boyacá Raza de Campeones (2016)        |
| Giuseppe Fonzi                            | 2. August 1991     | Italien        | Vini Fantini Nippo (2014)              |
| Ilia Koshevoy                             | 20. März 1991      | Belarus        | Lampre-Merida (2016)                   |
| Jakub Mareczko                            | 30. April 1994     | Italien        | Viris Maserati (2014)                  |
| Jacopo Mosca                              | 29. August 1993    | Italien        | Trek-Segafredo (2016)                  |
| Luca Pacioni                              | 13. August 1993    | Italien        | Androni-Sidermec-Bottecchia (2017)     |
| Filippo Pozzato                           | 10. September 1981 | Italien        | Lampre-Merida (2015)                   |
| Luca Raggio                               | 26. März 1995      | Italien        | Viris Maserati-Sisal Matchpoint (2017) |
| Massimo Rosa                              | 9. Dezember 1995   | Italien        |                                        |
| Alex Turrin                               | 3. Juni 1992       | Italien        | Unieuro Wilier (2016)                  |
| Simone Velasco                            | 2. Dezember 1995   | Italien        | Bardiani CSF (2017)                    |
| Edoardo Zardini                           | 2. November 1989   | Italien        | Bardiani CSF (2017)                    |
| Eugert Zhupa                              | 4. April 1990      | Albanien       | Zalf Euromobil Désirée Fior (2014)     |
|                                           |                    |                |                                        |
| Quellen: ProCyclingStats Cycling Quotient |                    |                |                                        |